# حمى مبقعة
الحمى المبقعة هي نوع من الأمراض المعدية تنتقل عن طريق حشرات القراد.
لهذه الحمى أنواع مختلفة، ولكن المشترك بينها هو ظهور طفح جلدي، ومنه أخذت اسمها. وتسببها أنواع من الريكتسيات.

## أنواعها
1- حمى الجبال الصخرية المبقعة.
2- الوقس الريكتسي.
3- الحمى البرعمية.
4- داء الريكتسيات بالريكتسية الباركرية.